# Koblenzer Ruderclub Rhenania 1877/1921
Der Koblenzer Ruderclub Rhenania 1877/1921 (KRCR) ist ein Sportverein aus Koblenz.

## Geschichte und Lage
Am 18. April 1877 wurde der Coblenzer Ruderclub gegründet. Der Verein hatte ein schwimmendes Bootshaus im Ehrenbreitsteiner Hafen. Am 26. Oktober 1897 wurde die Rudergesellschaft Rhenania 1897 gegründet, diese Gesellschaft hatte ihr Bootshaus an der Rheinlache. Am 5. April 1910 schlossen sich die beiden Vereine zum Ruderclub „Rhenania“ 1877/1897 zusammen. 1920 befand sich das Bootshaus an der Gülser Eisenbahnbrücke.
Die Coblenzer Ruder-Gesellschaft wurde am 23. Dezember 1877 gegründet und löste sich 1889 wieder auf. Am 4. August 1921 wurde die Coblenzer Ruder-Gesellschaft wiedergegründet. Ihr Bootshaus entstand im Stadtteil Metternich. Die Ruder-Gesellschaft bot ab 1922 auch Frauenrudern an. 1936 wurde das Bootshaus von der Wehrmacht beschlagnahmt, ein neues Bootshaus entstand im Floßhafen.
Am 3. Juni 1971 schlossen sich die beiden Rudervereine unter dem heutigen Namen zusammen. Seit 1995 ist der Verein Olympiastützpunkt.
Das Bootshaus des Ruderclubs befindet sich am Moselstausee.

## Bekannte Sportler
Bei den Weltmeisterschaften 1974 gewann Astrid Hohl zusammen mit der Mainzerin Regine Adam die Silbermedaille im Doppelzweier. Ende der 1990er Jahre erruderte Stefan Roehnert drei Weltmeisterschafts-Silbermedaillen im Doppelvierer. Erste Weltmeister des Vereins waren 2002 in Sevilla Andreas Werner und Steuermann Claus Müller-Gatermann im Zweier mit Steuermann. Kai Anspach erhielten 2006 und Lena Reuß 2016 Weltmeisterschaftssilber.

## Andere Sportangebote
Ab 1967 bot der Ruderclub Rhenania auch Tennis an. 1979 entstand eine Coronar-Herzsport-Gruppe. Außerdem verfügt der Verein über ein Volleyballfeld.